# Gustaf Johnsson
Pour les articles homonymes, voir Johnsson.
Gustaf Johnsson, né le 7 mars 1890 à Malmö et mort le 11 décembre 1959 à Washington, est un gymnaste artistique et diplomate suédois.

## Carrière
Gustaf Johnsson participe aux Jeux olympiques de 1908 à Londres où il est médaillé d'or du concours général par équipes.